# Републиканизъм
Под републиканизъм се разбира тип идеология, според която обществото или държавата трябва да бъде република (от латински, res publica), в която държавният глава представлява народа, притежаващ народен суверенитет – т.е. обратното на това народът да е субект (поданик) на държавния глава. Държавният глава обикновено бива назначаван по ненаследствен път, в повечето случаи посредством избори.
Точният смисъл на понятието варира спрямо културния или историческия контекст. Като цяло, той внушава липсата на монархизъм, но може да указва пъстрота, преминаваща от „управлението на мнозина и на правото", през олигархията, до спорното управление на един-единствен човек. Движението се забелязва още в Римската република, където основателят на републиката, Луций Юний Брут, се отказва от предишното Римско царство и постановява римският народ да положи тържествена клетва никога да не позволи монархията да се върне на власт.